# Мерджинень (комуна, Бакеу)
Мерджинень, Мерджинені (рум. Mărgineni) — комуна у повіті Бакеу в Румунії. До складу комуни входять такі села (дані про населення за 2002 рік):
- Бараць (1741 особа)
- Валя-Будулуй (364 особи)
- Лункань (888 осіб)
- Мерджинень (3198 осіб)
- Педурень (428 осіб)
- Подіш (540 осіб)
- Пояна (227 осіб)
- Требеш (746 осіб)

Комуна розташована на відстані 246 км на північ від Бухареста, 5 км на захід від Бакеу, 84 км на південний захід від Ясс, 141 км на північний схід від Брашова.

## Населення
За даними перепису населення 2002 року у комуні проживали 8132 особи.
Національний склад населення комуни:
| Національність | Кількість осіб | Відсоток |
| -------------- | -------------- | -------- |
| румуни         | 8118           | 99,8%    |
| цигани         | 8              | 0,1%     |
| угорці         | 1              | < 0,1%   |
| італійці       | 1              | < 0,1%   |

Рідною мовою назвали:
| Мова       | Кількість осіб | Відсоток |
| ---------- | -------------- | -------- |
| румунську  | 8125           | 99,9%    |
| угорську   | 1              | < 0,1%   |
| німецьку   | 1              | < 0,1%   |
| італійську | 1              | < 0,1%   |

Склад населення комуни за віросповіданням:
| Релігія        | Кількість осіб | Відсоток |
| -------------- | -------------- | -------- |
| римо-католики  | 4677           | 57,5%    |
| православні    | 3411           | 41,9%    |
| адвентисти     | 18             | 0,2%     |
| п'ятдесятники  | 8              | 0,1%     |
| старообрядці   | 7              | 0,1%     |
| бретрени       | 3              | < 0,1%   |
| реформати      | 2              | < 0,1%   |
| лютерани       | 2              | < 0,1%   |
| греко-католики | 1              | < 0,1%   |
| баптисти       | 1              | < 0,1%   |
| атеїсти        | 1              | < 0,1%   |

## Зовнішні посилання
- Дані про комуну Мерджинень на сайті Ghidul Primăriilor [Архівовано 3 червня 2011 у Wayback Machine.]